# Übereisenbach

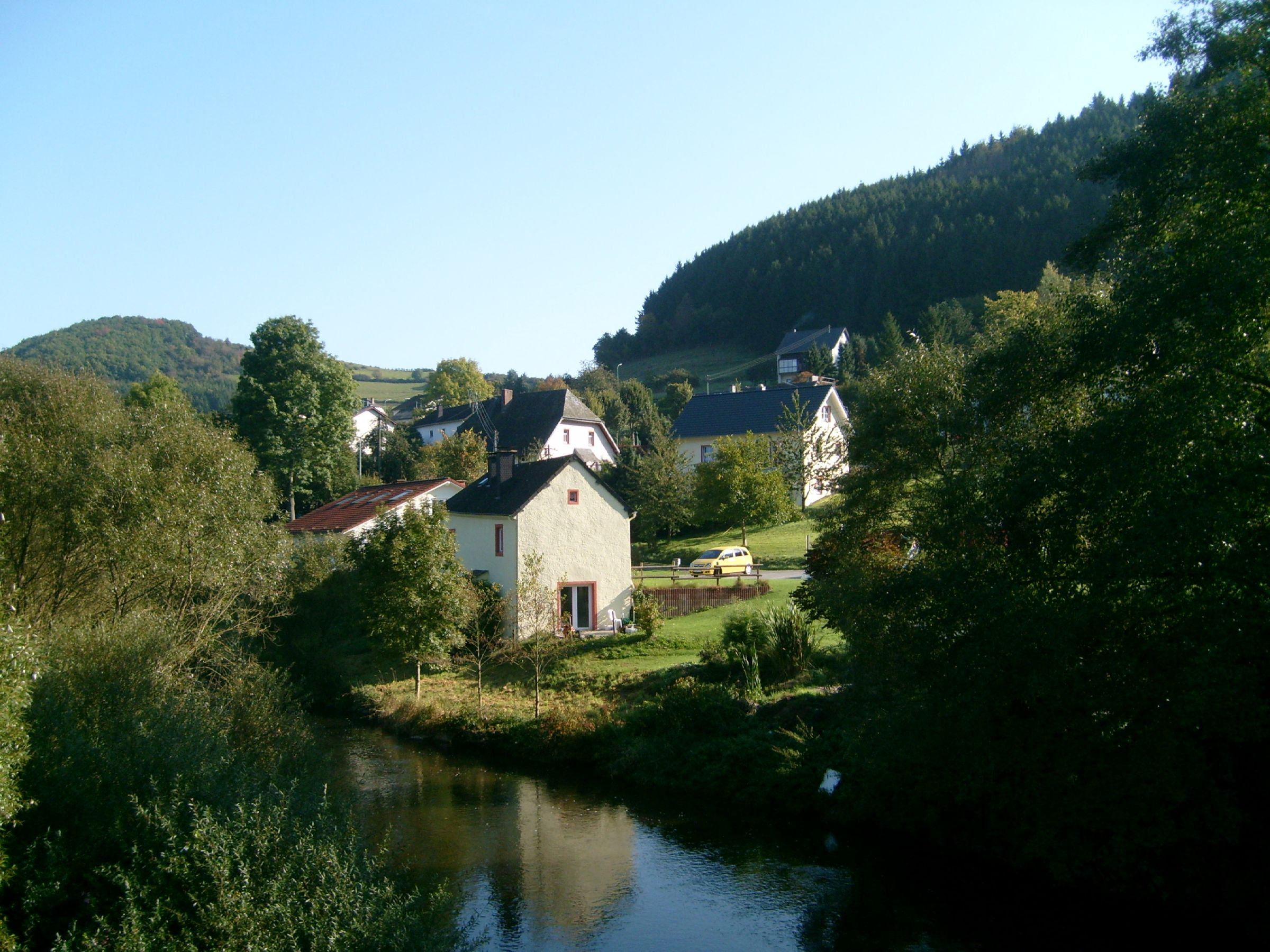
Übereisenbach a. d. Our

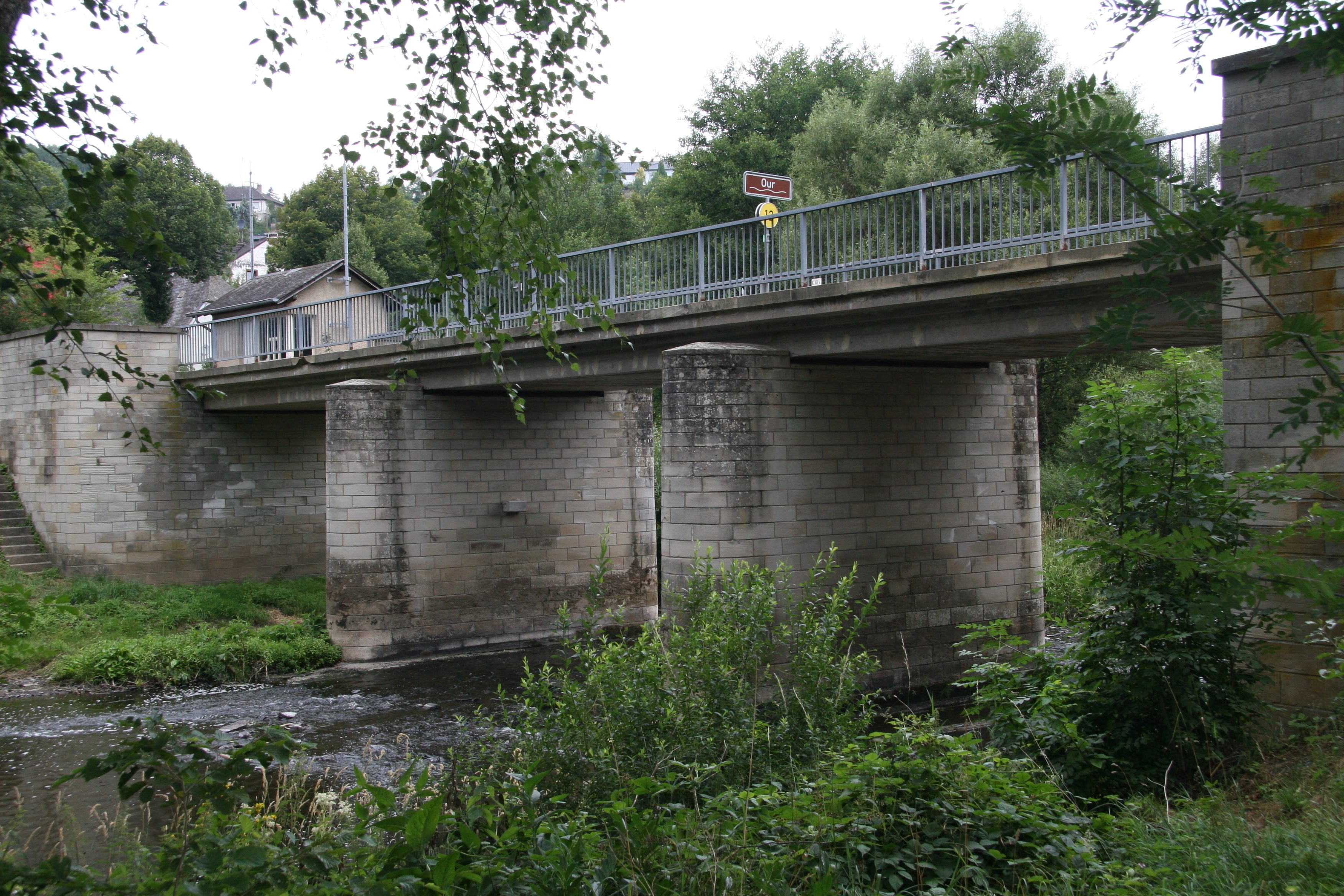
Brücke zwischen Untereisenbach (L) und Übereisenbach (D)

Übereisenbach ist eine Ortsgemeinde im Eifelkreis Bitburg-Prüm in Rheinland-Pfalz. Sie gehört der Verbandsgemeinde Südeifel an.

## Geographische Lage
Übereisenbach liegt oberhalb der Our, gegenüber vom luxemburgischen Untereisenbach (Gemeinde Parc Hosingen).
Auf der deutschen Seite sind die Ortsgemeinden Affler im Norden, Sevenig bei Neuerburg im Nordosten und Gemünd im Südosten die Nachbarorte von Übereisenbach.

## Geschichte
Die drei Orte Ober-, Über- und Untereisenbach, die auch zusammenfassend mit dem Namen Eisenbach bezeichnet wurden, gehörten bis zum Ende des 18. Jahrhunderts zum Herzogtum Luxemburg und waren Teil der Herrschaft Falkenstein.
Im Jahr 1794 hatten französische Revolutionstruppen die Österreichischen Niederlande, zu denen das Herzogtum Luxemburg gehörte, besetzt und im Oktober 1795 annektiert. Unter der französischen Verwaltung gehörte das Gebiet zum Kanton Vianden im Arrondissement Diekirch, der Teil des Departements der Wälder war. Eisenbach war der Mairie Hosingen zugeordnet.
Nach der Niederlage Napoleons wurde aufgrund der Beschlüsse auf dem Wiener Kongress das vormals luxemburgische Gebiet östlich der Sauer und der Our 1815 dem Königreich Preußen zugesprochen, was zur Aufteilung von Eisenbach führte. Unter der preußischen Verwaltung kam Übereisenbach zur Bürgermeisterei Karlshausen im Kreis Bitburg, der dem Regierungsbezirk Trier zugeordnet war, der 1822 wiederum Teil der neu gebildeten preußischen Rheinprovinz wurde. Die Bürgermeisterei Karlshausen ging 1861 in die Bürgermeisterei Neuerburg-Land auf. Die westlich der Our gelegenen Ortschaften Unter- und Obereisenbach kamen zum Großherzogtum Luxemburg. Eine Brücke dient bis heute als Grenzübergang – nachdem die erste Brücke aus dem Jahre 1878 im Zweiten Weltkrieg zerstört worden war, wurde im Jahr 1956 eine neue Brücke errichtet.
Bevölkerungsentwicklung
Die Entwicklung der Einwohnerzahl von Übereisenbach, die Werte von 1871 bis 1987 beruhen auf Volkszählungen:
| Jahr | Einwohner |
| ---- | --------- |
| 1815 | 96        |
| 1835 | 111       |
| 1871 | 96        |
| 1905 | 87        |
| 1939 | 316       |
| 1950 | 78        |
| 1961 | 65        |

| Jahr | Einwohner |
| ---- | --------- |
| 1970 | 51        |
| 1987 | 48        |
| 1997 | 59        |
| 2005 | 51        |
| 2011 | 63        |
| 2017 | 60        |
| 2023 | 53        |

## Politik

### Gemeinderat
Der Gemeinderat in Übereisenbach besteht aus sechs Ratsmitgliedern, die bei der Kommunalwahl am 9. Juni 2024 in einer Mehrheitswahl gewählt wurden, und dem ehrenamtlichen Ortsbürgermeister als Vorsitzendem.

### Bürgermeister
Andreas Theis wurde am 16. Juli 2024 Ortsbürgermeister von Übereisenbach. Da bei der Direktwahl am 9. Juni 2024 kein Wahlvorschlag eingereicht wurde, oblag die Neuwahl des Bürgermeisters gemäß rheinland-pfälzischer Gemeindeordnung dem Rat, der sich bei seiner konstituierenden Sitzung für Andreas Theis entschied.
Der Vorgänger von Andreas Theis, Albert Theis, hatte das Amt seit 1989 inne. Zuletzt bei der Direktwahl am 26. Mai 2019 war er mit einem Stimmenanteil von 75,00 % für weitere fünf Jahre in seinem Amt bestätigt worden.

## Kultur und Sehenswürdigkeiten
- Sehenswert ist der Brunnen auf dem Dorfplatz.
- Zahlreiche Wanderwege in und um Übereisenbach[11][12]

## Verkehr
Übereisenbach liegt an der Kreisstraße 48. Durch die Brücke über die Our besteht eine Anbindung zur luxemburgischen N10.